# کاوه فرمانفرمائیان
کاوه میرزا فرمانفرمائیان: (۱۲۹۹ اصفهان- ۶ خرداد ۱۳۸۳ پاریس) بازرگان و تاجر معروف از خانواده فرمانفرمائیان و یکی از بنیانگذاران بانک توسعه صنعتی و معدنی و عضو هیئت‌مدیره اتاق بازرگانی تهران بود. 

## زندگی
کاوه میرزا فرمانفرمائیان یازدهمین فرزند عبدالحسین میرزا فرمانفرما از همسرش فاطمه خانم بود که در سال ۱۲۹۹ در شهر اصفهان متولد شد. وی تحصیلات خود را در انگلستان و آلمان سپری کرد و در رشته کشاورزی در مقطع دکترا از آلمان فارغ‌التحصیل شد. 
او در طول جنگ جهانی دوم مجبور شد در آلمان بماند. 

## فعالیت تجاری
فرمانفرمائیان در سال ۱۳۲۵ به ایران بازگشت و به فعالیت اقتصادی روی آورد و به واردات اقلام و اشیاء فنی پرداخت. 
فرمانفرمائیان در بنیانگذاری و راه‌اندازی بسیاری شرکت‌ها و مؤسسات خصوصی فعالیت کرد که از جمله می‌توان به این موارد اشاره نمود:
۱- یکی از بنیانگذاران و مؤسسان بانک توسعه صنعتی و معدنی بود و از بدو افتتاح آن، در هیئت‌مدیره این بانک عضویت  داشت. 
۲- یکی از مؤسسان  انبارهای عمومی و خدمات گمرکی ایران بود که پیش از انقلاب «شرکت انبارهای عمومی ایران» نام داشت. 
۳- عضو هیئت‌مدیره شرکت سهامی لامپ ایران بود 
۴- از اعضاي نخستين هيئت‌مديره بنيانگذاران شركت نفت پارس به شمار می‌رفت. 
۵- او همچنین در چندین شرکت‌ ایرانی_آلمانی عضو بود و از جمله هیئت‌رئیسه شرکت‌های AEG (German company) آاگ و MWM ایران بود. 
۶- مدیرعامل شرکت نیالا
۷-در کمیسیون‌ها و کمیته‌های مختلف اتاق بازرگانی تهران عضویت داشت. 
۸- صاحب شرکت آزومانیان
وی همچنین عضو باشگاه دوستداران ایران و فرانسه و کلوپ روتاری و جمعیت فراماسونری بوده است. 
فرمانفرمائیان در سال ۱۳۴۰ ازدواج کرد و صاحب یک دختر و یک پسر بود.